# Škoda Favorit
Škoda Favorit (укр. Шкода Фаворит) — автомобіль чеської компанії Škoda Auto. Випускався з 1987 по 1994 роки.

## Опис моделі

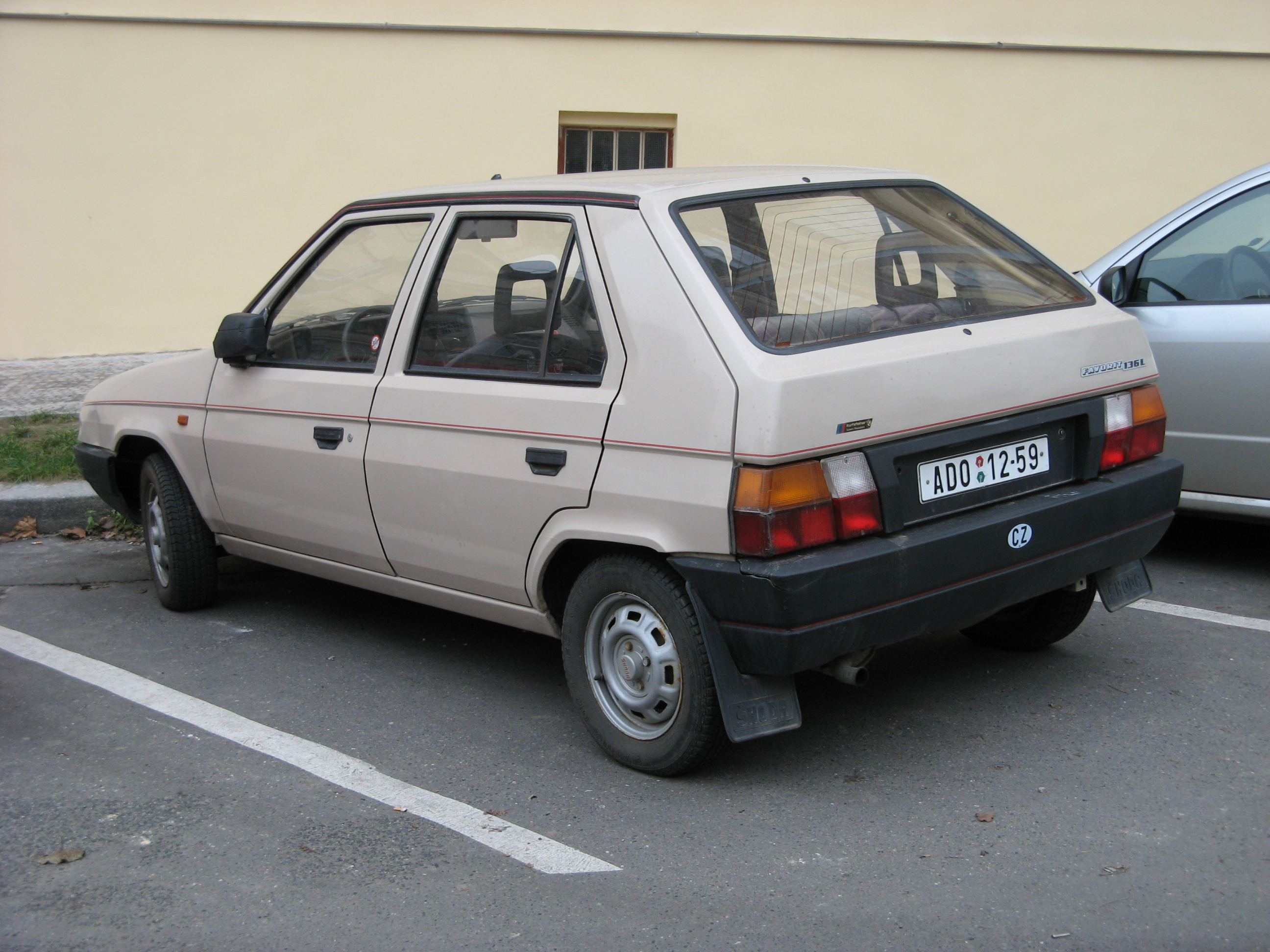
Škoda Favorit 136 L

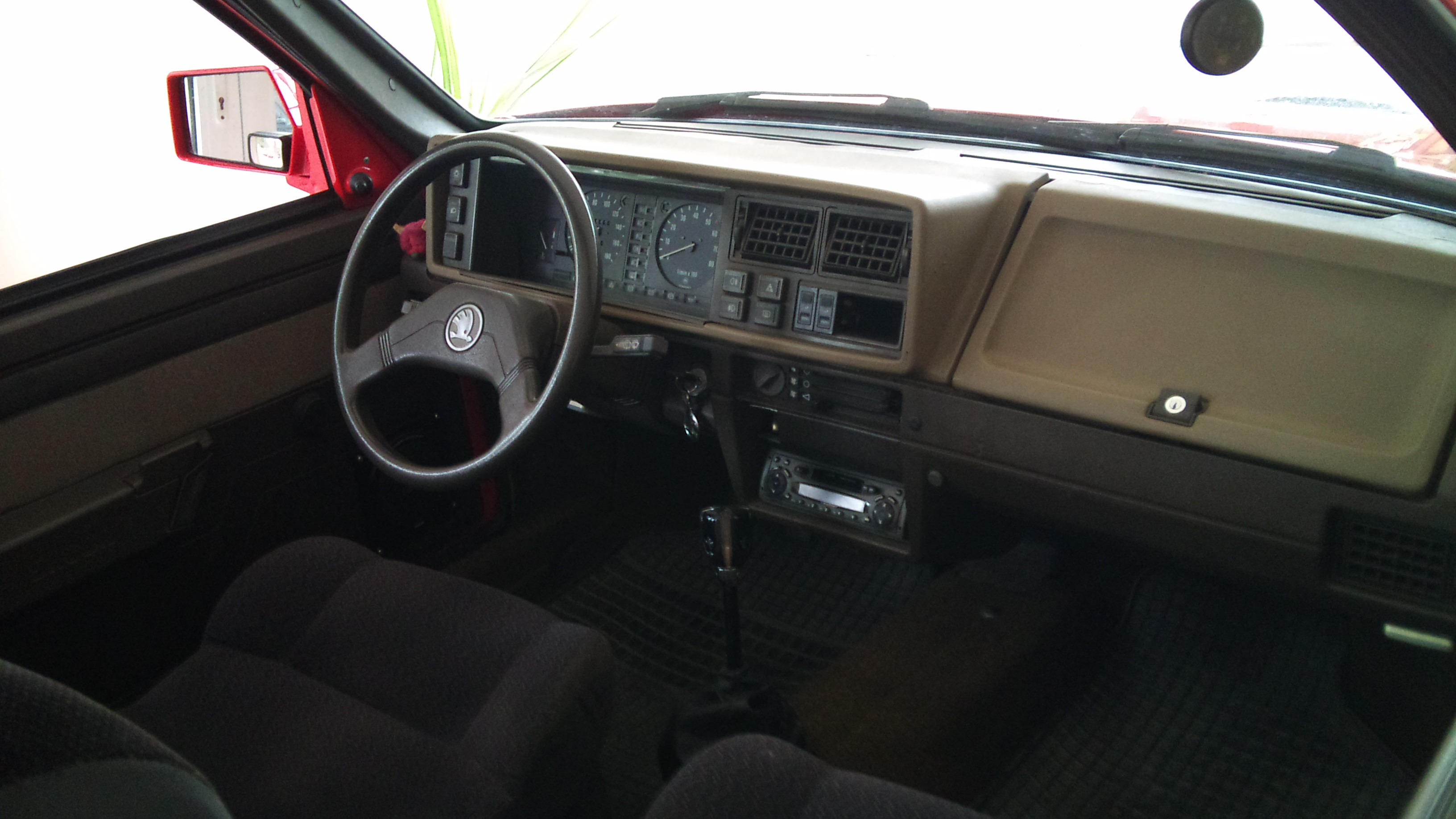

Наприкінці 1980-х, після декількох десятків років виробництва моделей із переднім розташуванням двигуна, чехословацька Škoda представила новинку — авто Favorit 136 (тип 781) з переднім приводом, поперечно розташованим двигуном і дизайном від Bertone. Конвеєрне життя моделі припало на нелегкий період: за ці шість років закінчилася доба соціалізму, розпад Чехословаччини, Škoda придбав Volkswagen Group.
Попри це, Favorit став масовим і популярним, а на початку 90-х швидко розкуповувався, зокрема у СРСР. У деяких реґіонах СНД ця машина якийсь час була дешевшою від тольятинського авто ВАЗ-2109.

## Forman та Pick-up
На базі Favorit вироблялися п'ятидверні універсали Forman і пікапи Pick-up. В Україні найвідомішими є автомобілі із кузовом хетчбек; решта поширення не отримали. Сьогодні на кузовах продаваних автівок вже зустрічаються чіткі сліди іржавіння (минуло ж багато часу). При покупці потрібно особливо ретельно досліджувати пороги, периметр п'ятої двері, арки крил і лонжерони біля точок кріплення задніх сайлент-блоків.

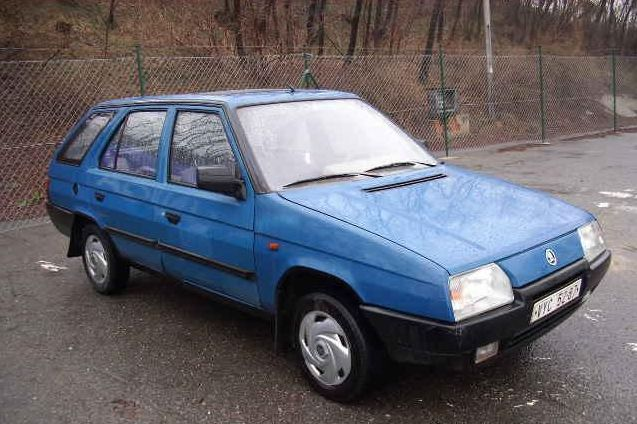
Škoda Forman
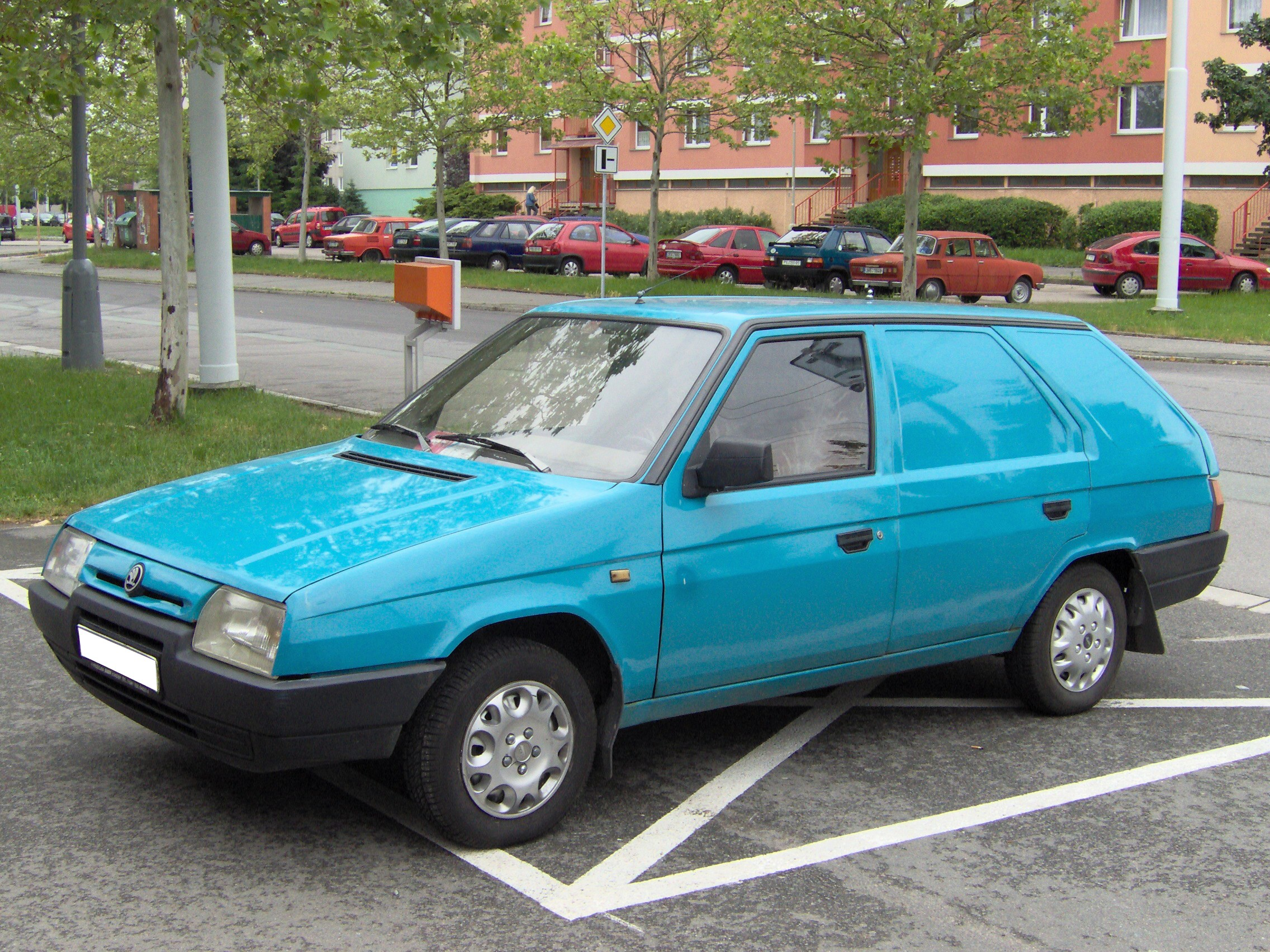
Škoda Forman Praktik
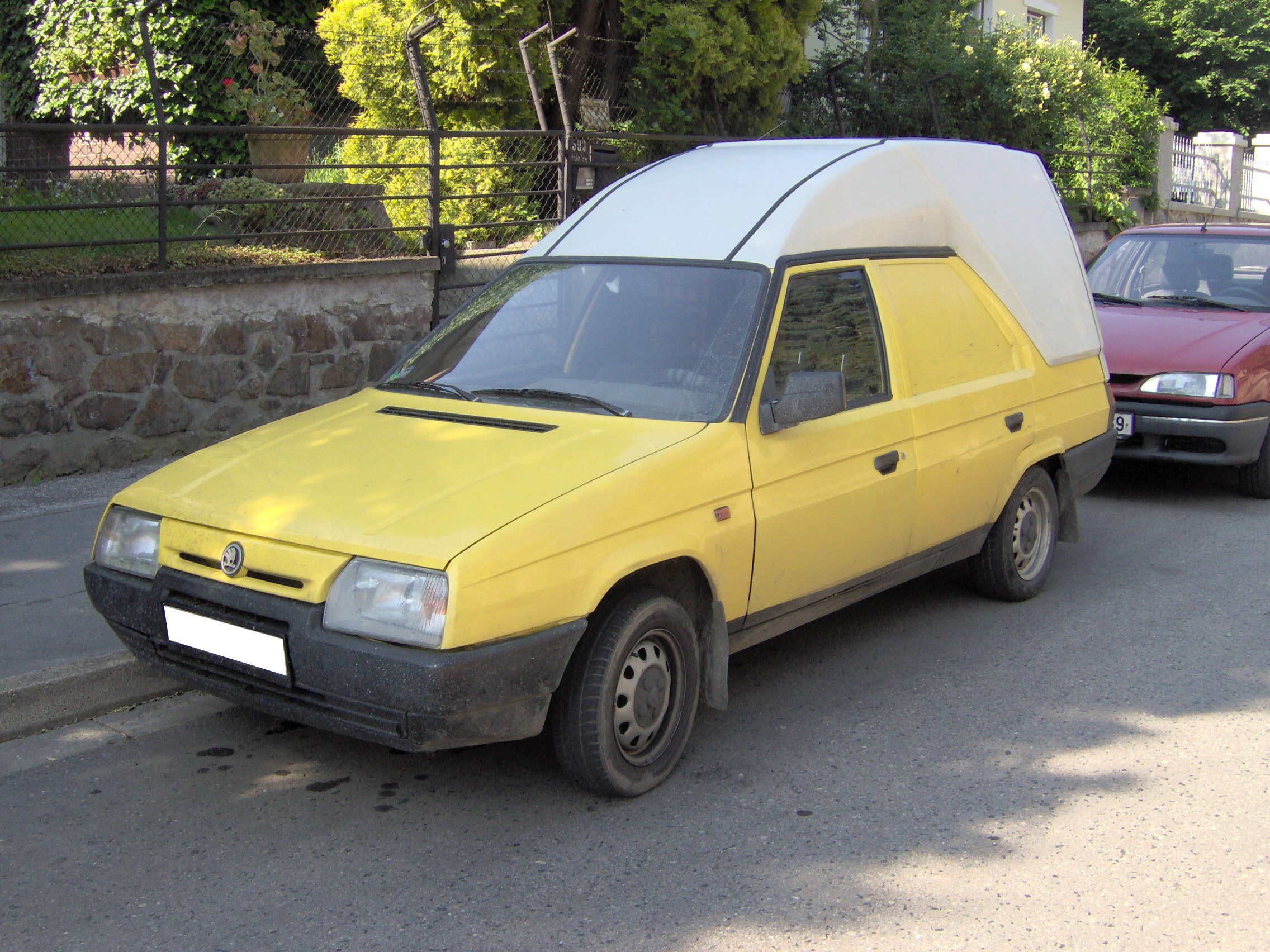
Škoda Forman Plus
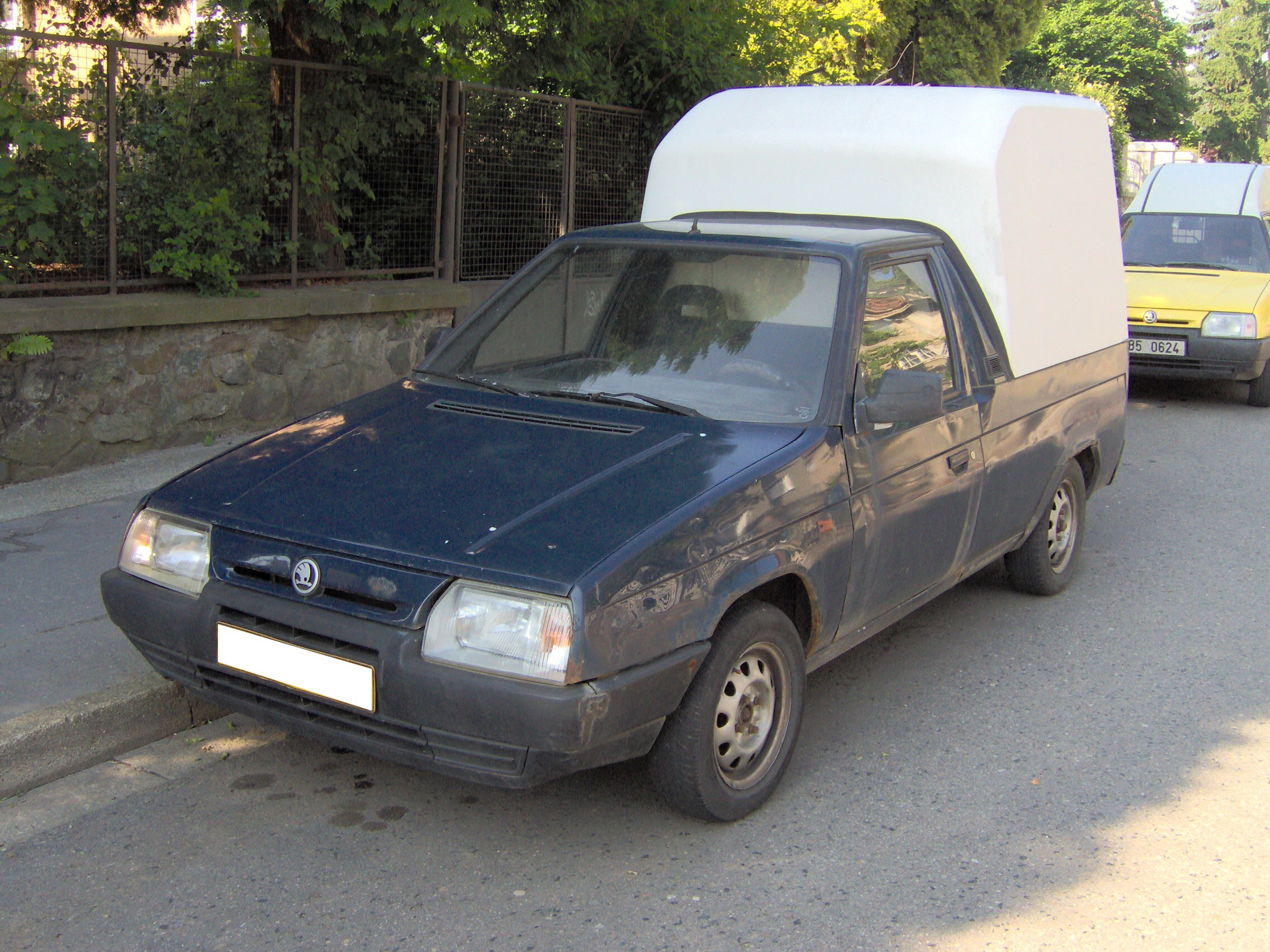
Škoda Pick-up

## Двигун
Перші моделі Favorit  оснащувались 1.3-літровим чотирициліндровим карбюраторним двигуном на 58 кінських сил. Наприкінці 80-х років завод Skoda було продано Volkswagen. Для Favorit почалась нова ера. Німецьким спеціалістам вдалось значно покращити конструкцію та усунути чимало вад, зберігши автентичні характеристики. Перед закінченням випуску у 1994 році, двигун автомобіля отримав безпосереднє впорскування палива, що підвищило його потужність до 64 кінських сил. 
Усі три двигуни цієї моделі 1,3-літрові. Карбюраторний Favorit 136 розвивав більшу потужність (62-67 к.с.), ніж аналогічний Favorit 135 (54-58 к.с.), але через вищий ступінь стиснення перших вимагає високооктанового бензину. У середньому ресурс усіх агрегатів становить 300 тис. км. Двигун має нижній розподільний вал, що приводиться в дію коротким ланцюгом, а алюмінієвий блок забезпечений гільзами. 
Для розгону Favorit потрібно 11.0 секунд. Максимальна швидкість складає 156 км/год. У змішаному циклі витрата палива складає 6.3 л/100км для хетчбеку та 6.53 л/100км для універсалу. 

## Коробка передач
Коробка передач є механічною п'ятиступеневою. Оригінальні амортизатори служать до 100 тис. км, кульові опори — 50-60 тис. км, сайлент-блоки можуть пробігти до 80 тис. Всі витратні деталі ходової частини замінюються окремо від важелів.

## Кермо
Кермове управління рейкового типу не обладнане підсилювачем, рейка з часом починає стукати, вимагаючи регулювання або нескладної операції із заміни втулок. Наконечники кермових тяг виходять з ладу в середньому кожні 70 тис. км. Гальмівна система не доставляє неприємностей, хіба що для довгої роботи передніх механізмів потрібно стежити за станом гумових пильовиків скеровувальних пальців супортів.